# Joaquín Gómez de Llarena
Joaquín Gómez de Llarena y Pou (Valencia, 3  o 12  de diciembre de 1891 - Alpedrete, 29 de junio de 1979)  fue un geólogo español que participó en la creación de la Sociedad de Ciencias Aranzadi .

## Datos biográficos
Su familia era de Teruel y regresaron desde Valencia cuando Joaquín era un niño. Era el menor de tres hermanos.  Tras morir su padre, se trasladaron a Zaragoza, allí empezó el bachillerato y lo terminó en Toledo. En su familia reinaba un ambiente de ciencia y liberalismo. 
En 1913 fue uno de los fundadores de la revista Peñalara de la Asociación Española de Montañismo.  Aprendió muchos idiomas, como francés, inglés, alemán, italiano, portugués y holandés. 

## De la Universidad a la Educación Secundaria

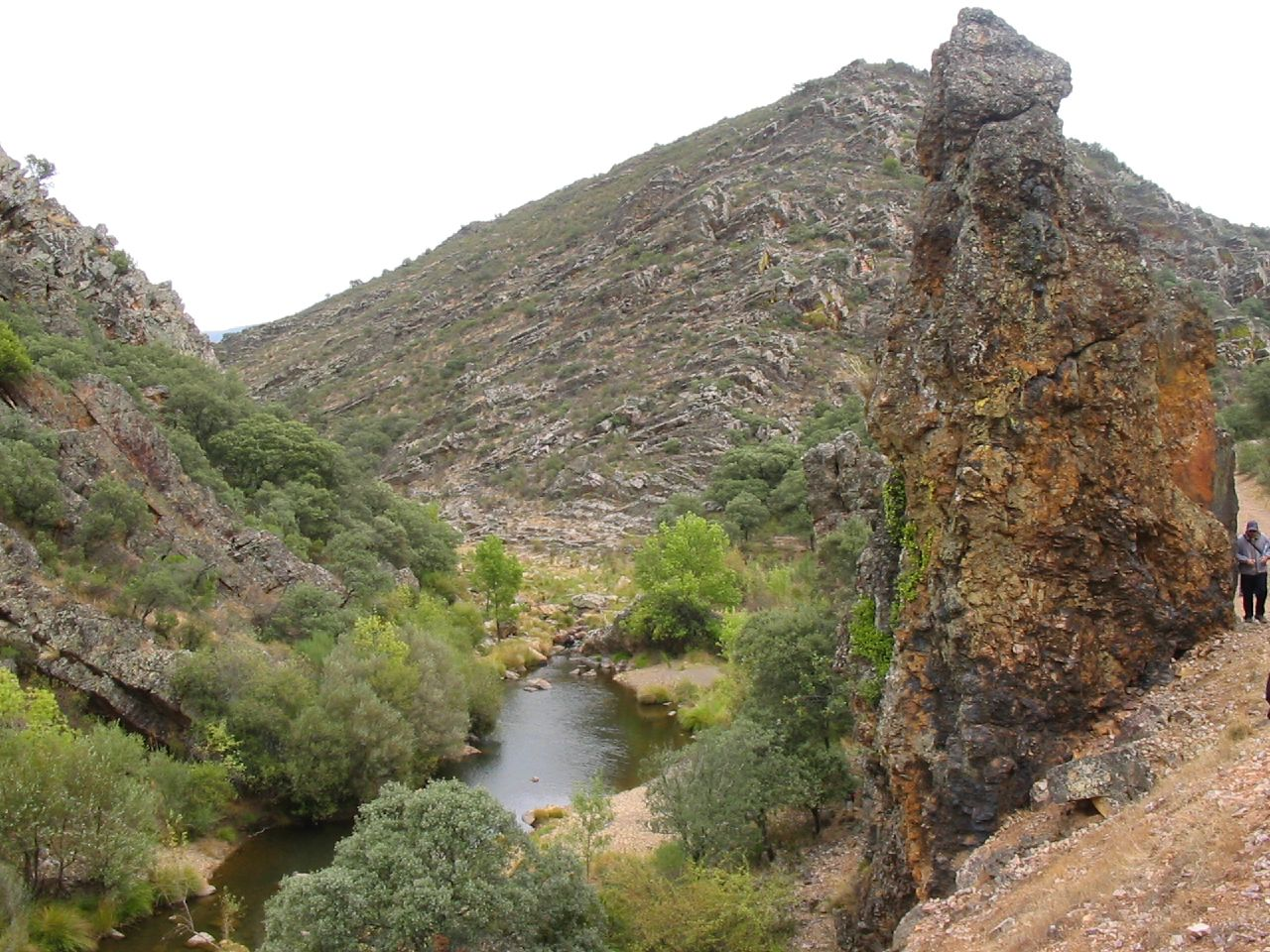
Paraje Natural de las Navas de Estena (Parque Nacional de Cabañeros)

En 1914 completó sus estudios de Ciencias Naturales en la Universidad Central de Madrid. Ese año tuvo su primer contacto con la Junta para Ampliación de Estudios (JAE) dirigida por Santiago Ramón y Cajal. Interesado en las esponjas, continuó su estudio en el Centro Oceanográfico de Santander durante el verano. Embarcó en el yate oceanográfico "Princesse Alice II"  del Principado de Mónaco y organizó la primera excursión geológica al paraje natural de Navas de Estena (actualmente parque nacional de Cabañeros).
Se doctoró en 1916. Su interés pasó de la zoología a la geología y la geografía física, comenzando a colaborar con geólogos. Fue ayudante de Eduardo Fernández-Pacheco y colaborador de Lucas Fernández Navarro. Ese año publicó sus primeros trabajos geológicos con el Museo Nacional de Ciencias Naturales, sobre las observaciones realizadas en Castilla la Nueva. 
En 1916 comenzó a impartir cursos prácticos de mineralogía y geología en la Universidad de Zaragoza. En verano visitó a la sierra de Urbión con su amigo Juan Carandell para observar los restos de las glaciaciones cuaternarias.
En 1918 estuvo en Portugal, apoyado por la JAE, estudiando las colecciones petrológicas y paleontológicas, especialmente del período Silúrico. En el curso 1918-19 volvió a ocupar el puesto de profesor ayudante en Zaragoza. Después inició una nueva etapa como profesor de Historia Natural y de Fisiología e Higiene en el Instituto General y Técnico de Las Palmas de Gran Canaria.

## Asturias y el movimiento obrero

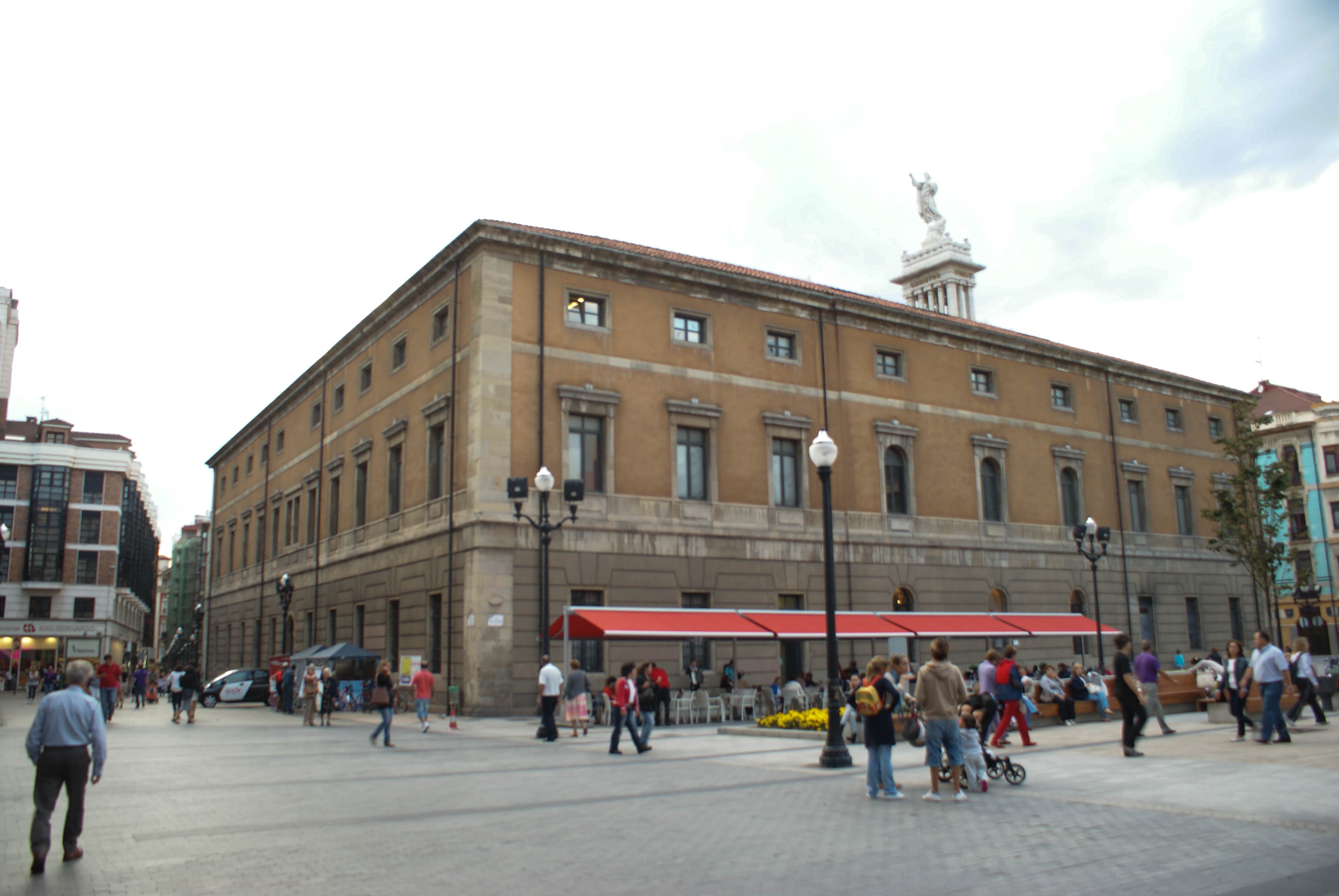
Instituto Jovellanos (Gijón)

Mostró interés por la sismología, siendo también responsable de impartir la asignatura de Agricultura en el Instituto de Enseñanza Media de Las Palmas. En 1922 se trasladó al Instituto “ Jovellanos ” de Gijón. En Asturias, además de la docencia y la investigación, trabajaría en divulgación.
Al poco de llegar a Gijón, creó un grupo para trabajar en excursiones y fotografía en el Ateneo Obrero de la ciudad; Inmediatamente se inscribieron 80 personas. En 1925 organizó en el Ateneo una serie de conferencias populares, entre otras sobre geología. En 1930 daría una conferencia en el Ateneo Herri de Oviedo, esta vez sobre geografía (los paisajes y tipos de rocas en España). Algunas de sus fotografías son referencia en el campo de la geología. 
Fue director del Instituto de 1924 a 1928; durante este tiempo, trabó amistad con Gerardo Diego. 
En 1928 oyó hablar de un calamar gigante capturado por unos pescadores. Él mismo organizó los trabajos para conservarlo en el Museo Nacional de Ciencias Naturales de España. 

## Investigaciones durante la dictadura y la República
En 1923 realizó una estancia en Alemania para trabajar en sismología geológica (a sus expensas, al no poder acogerse a la subvención de la JAE). En 1924, con una beca de la JAE, también pasó un tiempo en Alemania y Suiza para investigar cuestiones sismológicas. En el curso académico 1928-29, el apoyo de la JAE se complementó con el apoyo financiero del Instituto Humboldt, y realizó otra estancia en Alemania para estudiar geología y geografía en la Universidad de Frankfurt  con los profesores Richter y Behrmann, entre otros. Viajó por Europa estudiando la morfología de los fiordos noruegos, los valles escoceses y la costa de Bretaña. 
En 1929, al regresar a Gijón, ingresó en la Real Sociedad Geográfica y participó en el I Congreso Pedagógico Asturiano y fue nombrado caballero de la Orden del Mérito Civil. Tras la caída de la dictadura de Primo de Rivera, se afilió al partido Acción Republicana de Manuel Azaña, llegando a ser presidente de la diputación provincial de Gijón. Cuando se proclamó la Segunda República Española participó en el comité revolucionario que tomó el mando de la ciudad y explicó la nueva situación política a los estudiantes del Instituto.

## De Madrid a Alemania

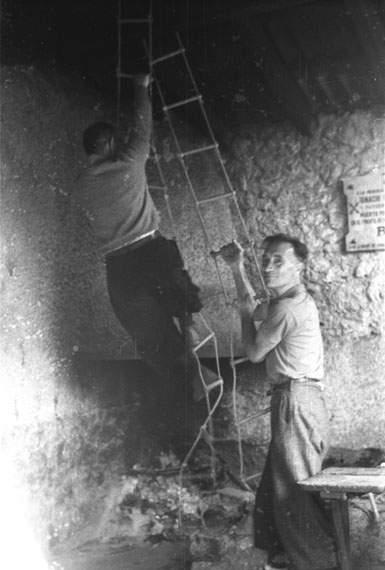
Practicando técnicas de descenso de cuevas en el refugio Llarena Aralar.

Desde 1933 fue director del departamento de Geografía Física del Museo de Ciencias Naturales de Madrid. Ingresó en el Instituto de Ciencias Naturales “Pérez Galdós”.
Ese año se convirtió en miembro de la Sociedad Geográfica de Geografía de Berlín y solicitó financiación a la Agencia Europea de Geociencias para realizar dos meses de investigación geomorfológica en la costa norte de España, Bretaña, sur de Inglaterra y los Países Bajos, estudiando la zona intermareal que había estado bajo estudio durante más de cinco años. Igualmente estudió la geomorfología de los montes de Toledo. 
Entre 1933 y 1935 participó en el programa de difusión cultural impulsado por el Gobierno español, difundiendo sus conocimientos geológicos a través de conferencias y de la radio. Paralelamente, se involucró en la política, primero como parte de Acción Republicana, y luego como miembro de Izquierda  Republicana. También formó parte de la junta directiva del Ateneo de Madrid. 
Tras el golpe de Estado de 1936 abandonó Madrid, descontento con el ambiente bélico, llevándose consigo a su hermana y a su sobrino huérfano. En septiembre de 1936, Ignacio Bolívar, director del Museo Nacional de Ciencias Naturales, le concedió permiso para exiliarse. Dejando a su hermana y sobrinas en Francia,  fue a Alemania, a casa de su maestro y amigo Hans Stille. Primero le ayudó en la universidad y luego trabajó como profesor de español en las universidades de Frankfurt (1937-1940) y Leipzig (1940-1942).
En 1940 se casó con Magdalena Reimann, médica germano-española,  que sería un gran apoyo en sus investigaciones y traducciones durante los siguientes treinta y nueve años. Tuvieron un hijo, llamado Joaquín.

## 15 años en el País Vasco

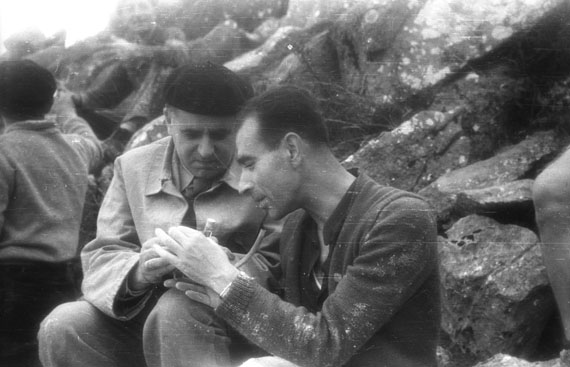
Manuel Laborde y Joaquín Gómez de Llarena en Basol (Aralar).

### Un nuevo destino
Después del final de la Guerra Civil obtuvo permiso de las nuevas autoridades para regresar a España en 1942. Pero no en su anterior puesto, sino como catedrático de Ciencias Naturales del Instituto Peñaflorida de San Sebastián. También trabajaría como inspector, cargo que ocuparía hasta su jubilación en 1961. 
Durante los quince años que residió en San Sebastián realizó numerosas aportaciones al conocimiento geológico del País Vasco y de los Pirineos. Investigó el flysch Cretácico-Nummulítico de Guipúzcoa, especialmente las zonas intermareales de Igeldo y Deba-Zumaia. El Geoparque de la Costa Vasca empezó a conocerse internacionalmente gracias a Llarena. También estudió la historia geológica de la bahía de Pasaia, así como la fisiografía y la erosión marina de la costa guipuzcoana.
Colaboró con el Instituto Español de Oceanografía, estudiando xploraciones oceanográficas y muestreo de sedimentos en África. 

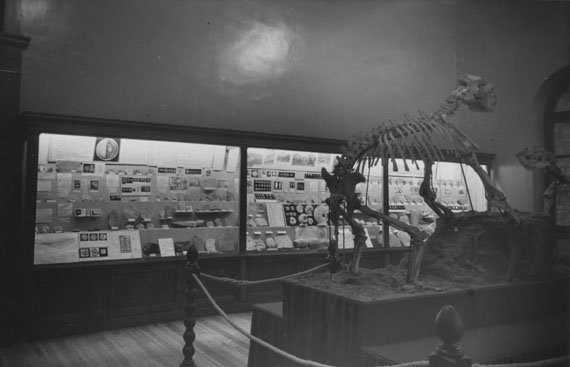
Sección de Geología preparada por Llarena, en el Museo San Telmo.

Tuvo que abandonar su activismo político de antes de la guerra centrándose en la docencia y la ciencia. Destacan las traducciones de libros extranjeros de geología realizadas con ayuda de su esposa y en 1943 comienza a trabajar en la creación de un Museo de Ciencias Naturales. Unos años más tarde se creó dentro del Museo San Telmo un departamento denominado Museo Municipal de Ciencias Naturales de Donostia, bajo la dirección de Llarena.
En San Sebastián entró en contacto con naturalistas locales. En 1944, guiado por Jesús Elosegi y Pilar Sansinenea, visitó Aralar junto a los científicos catalanes Francesc Español y Ramón Margalef; Ese mismo año visitó la cueva de Txispiri (Castillo), que estaba siendo excavada por Máximo Ruiz de Gaona, junto a Luis Antonio Larrauri y Manuel Laborde. A partir de entonces mantendría un estrecho contacto con espeleólogos, arqueólogos y paleontólogos.

### En la Asociación Científica Aranzadi

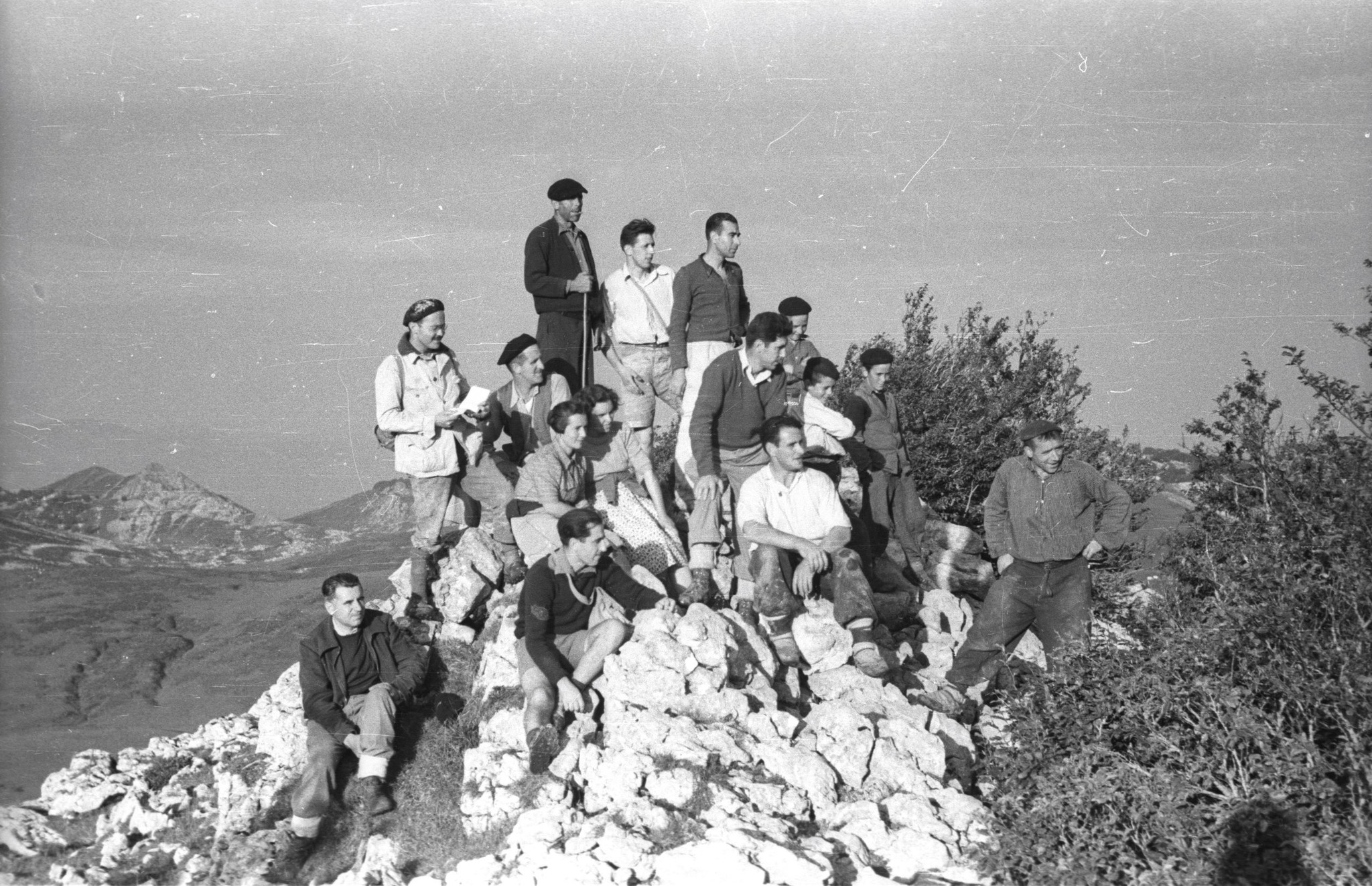
Expedición Aralar 1945: Llarena está a la derecha de las tres más altas.

El año 1945 el grupo “Amigos de Aralar” organizó una expedición espeleológica al refugio de Igaratza . Entre los participantes: Joaquín Gómez de Llarena, Josep Maria Thomas, Francesc Español, Ramón Margalef, Joaquim Mateu, Manuel Laborde (patrocinador de la expedición), Máximo Ruiz de Gaona, Luis Peña Basurto, Reyes Korkostegi, Boni Otegi, Jesús Elosegi, Pilar Sansinenea y Estefania Eran. Motivados por los miembros del Centre Excursionista de Catalunya , los guipuzcoanos crearon la Sociedad de Ciencias Aranzadi, inicialmente bajo los auspicios de la Asociación de Amigos del País Vasco.  Gómez de Llarena fue quien lanzó la revista Munibe – VIII. (en honor al conde de Peñaflorida), así como el Departamento de Geología de la Sociedad. 
Comenzó a investigar el yacimiento de magnesita encontrado entre Eugi y Urepele, de gran interés económico (magnesitas navarras), pero Llarena mantuvo siempre sus estudios en el ámbito científico, prestando especial atención al yacimiento denominado Asturreta.
En 1948 ingresó en la Real Academia de Ciencias Exactas, Físicas y Naturales.  En 1950 y 1951 organizó cursos de verano de geología en San Sebastián. Fue elogiado por Marcel Denaeyer, profesor de la Universidad de Bruselas y recibió el título honorífico de Officier d'Academie en Francia.

## Regreso a Madrid

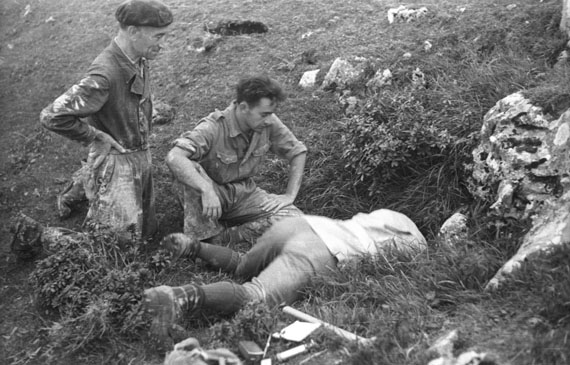
Espeleólogos guipuzcoanos explorando una cueva en Basol (Aralar). A la izquierda, Joaquín Gómez de Llarena.

Regresó a Madrid en 1957 como profesor de Enseñanza Secundaria en el Instituto “Cardenal Cisneros”. Se jubiló en 1961. 
En el mismo año fue nombrado Comendador de la Orden de Alfonso X El Sabio. En 1962 fue nombrado presidente de la Real Sociedad Española de Historia Natural. Después de jubilarse (en 1965 y 1966) recibió becas de la Fundación Juan March para continuar sus estudios, en Austria y Francia. Posteriormente inició una larga colaboración con la Empresa Nacional de Óptica (1966-1974), preparando colecciones geológicas para los institutos de enseñanza secundaria. Además, colaboró con varias instituciones adscritas al CSIC, como el Instituto de Geología Económica. Mantuvo durante toda su vida un interés por sus temas de investigación en el País Vasco, especialmente los yacimientos de magnesita de Navarra y las zonas intermareales costeras.
Pasó sus últimos años en Alpedrete, acogiendo a antiguos alumnos. Tras su muerte, donó toda su biblioteca científica a la Universidad Complutense de Madrid.

## Algunos datos destacables

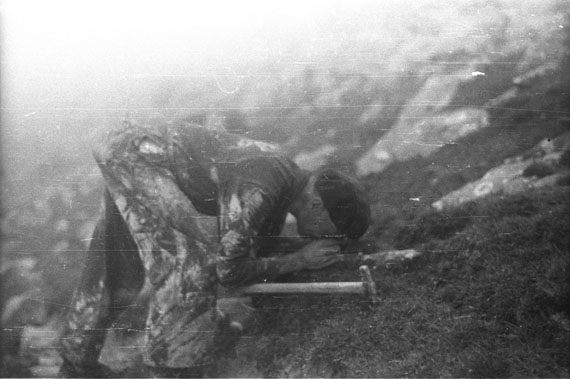
Llarena estudiando rocas en Basolo (Aralar).

La mayoría de sus investigacione las realizó con medios humildes ("un martillo, una lupa, ácido clorhídrico, binoculares, una cámara, un microscopio simple" y "una pasión por caminar") .Realizó la mayor parte de su trabajo científico fuera de las universidades. Era un profesor que sabía transmitir el amor por la naturaleza, sacando a los jóvenes de las aulas y llevándolos a la montaña.

## Homenajes
Varias especies fósiles hacen honor a Joaquín Gómez de Llarena:
- Nuculites llarenai (Kegel, 1927)
- Paleodyction gomezi (Azpeitia, 1932)
- Pseudotissotia llarenai (Karrenberg, 1935)
- Eodiscus llarenai (E & R. Richter, 1941)
- Trochus llarenai (Bataller, 1939)
- Nummulites gomezi (Ruiz de Gaona, 1947)
- Euphoberia llarenai (Meléndez, 1948)

En 1980,  algunos jóvenes miembros de la Asociación de Ciencias Aranzadi relanzaron el Departamento de Geología,  continuando la labor de Gómez de Llarena. En 1998 se celebró un acto académico homenaje en San Sebastián.
El primer Área de Estudio Geológico del País Vasco (Luberri, Oyarzun) se dedicó a Llarena en 2003. 